# Acacia adenanthera
Acacia adenanthera é uma espécie de leguminosa do gênero Acacia, pertencente à família Fabaceae.